# Parlamentswahl in Australien 2010
- Labor: 72
- Greens: 1
- Unabh.: 4
- Liberals: 44
- LNP: 21
- Nationals: 7
- CLP: 1

- Labor: 31
- Greens: 9
- Unabh.: 1
- Sonst.: 1
- Liberals: 24
- LNP: 6
- Nationals: 3
- CLP: 1

Mehrheiten nach den 150 Wahlkreisen (Unterhauswahl):
Regierungspartei (72):
(72)
Oppositions-Koalition (72)
(44)
(21)
(6)
(1)
Andere (6)
(4)
(1)

Die Parlamentswahl in Australien 2010 fand am 21. August 2010 statt. Es war die Wahl zum 43. australischen Parlament. Von den beiden Parlamentskammern wurde das Repräsentantenhaus (Unterhaus) vollständig und der Senat (Oberhaus) teilweise neu gewählt.
Dabei kam es zu einem hung parliament, d. h. zu einem Patt zwischen Labor und der Opposition aus Liberalen und Nationaler Partei. Nach Verhandlungen kam es zur Bildung einer Labor-Minderheitsregierung, die auf die Unterstützung von vier Abgeordneten aus anderen Parteien bzw. Parteiunabhängigen angewiesen war.

## Vorgeschichte
Aus der Parlamentswahl in Australien 2007 war die Labor-Partei unter ihrem damaligen Spitzenkandidaten Kevin Rudd als Sieger hervorgegangen. Rudd wurde (wie schon 2007) zum Premierminister gewählt. Im Verlauf seiner Amtszeit kam es zu einem dramatischen Popularitätsverlust der Labor-Regierung; im Juni 2010 kam es zu einer innerparteilichen Revolte der Gegner Rudds im rechten Parteiflügel von Labor. Rudd wurde als Fraktionsvorsitzender von Labor abgewählt und verzichtete, nachdem er derart den parlamentarischen Rückhalt verloren hatte, auch auf die Kandidatur zum Amt des Premierministers. An seiner Stelle wurde – für die Öffentlichkeit einigermaßen überraschend – seine Parteikollegin Julia Gillard (bis dato stellvertretende Premierministerin sowie Ministerin für Bildung, Arbeit und sozialen Ausgleich) am 24. Juni zur Premierministerin Australiens gewählt. Wenige Wochen nach ihrer Wahl gab Gillard am 17. Juli bekannt, dass am 21. August des Jahres vorgezogene Parlamentswahlen abgehalten würden.

## Kandidaten
Premierministerin Gillard war Spitzenkandidatin der regierenden Labor-Partei. Spitzenkandidat der Opposition war Tony Abbott, der Vorsitzende der Liberalen Partei. Mit der Liberalen Partei in einem Wahlbündnis verbunden war die Nationale Partei unter der Führung von Warren Truss. Im Bundesstaat Queensland trat die Liberale Nationalpartei (Liberal National Party) an, die 2008 aus einem Zusammenschluss der beiden bürgerlichen Parteien entstanden war. Außerdem trat die Grüne Partei Australiens unter Bob Brown an. Als kleinere Partei, die bei der letzten Parlamentswahl 2 % der Stimmen und keine Mandate erhielt, war die Family First Party mit im Rennen. Letztlich stellte sich für die Wähler hauptsächlich die Alternative zwischen einer Fortführung der Labor-Einparteien-Regierung und einer Koalitionsregierung aus Liberalen und Nationaler Partei Australiens.

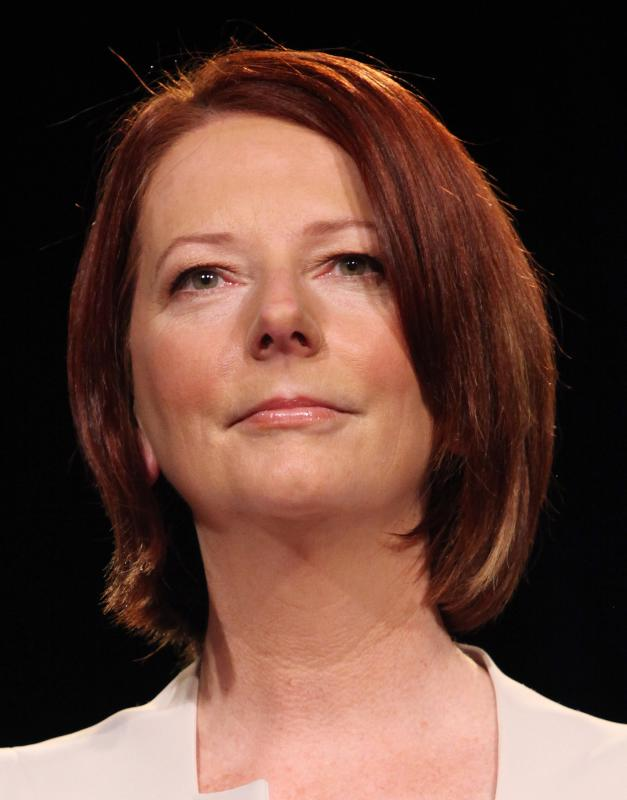
Julia Gillard (ALP), Premierministerin
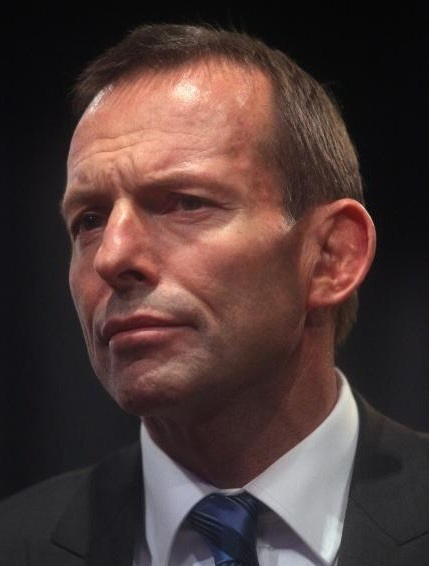
Tony Abbott (LPA), Kandidat der Opposition
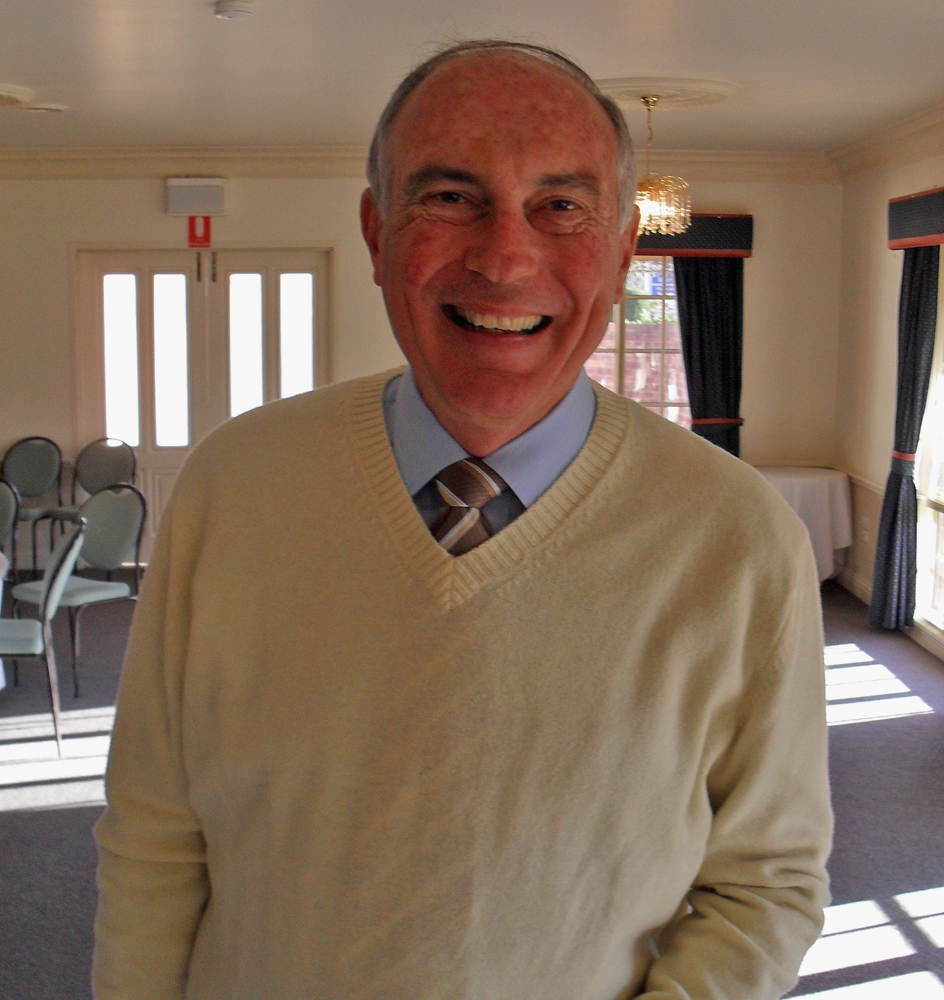
Warren Truss (Nationale Partei)
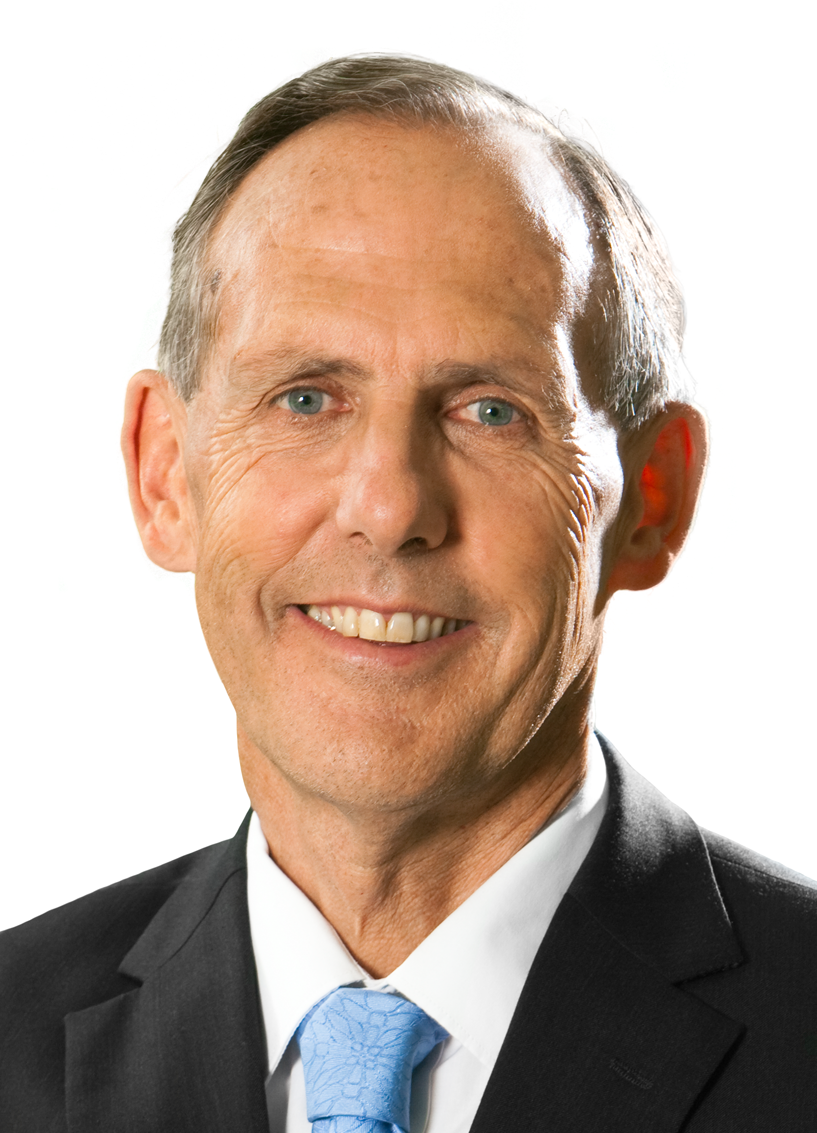
Bob Brown (Grüne)

## Prognosen

Umfrageergebnisse von Newspoll:
Labor; Koalition; Grüne; Andere
Die Ergebnisse von Labor, Koalition, Grünen und anderen bei der Wahl 2007 sind als farbige Punkte dargestellt.

Umfragen vor der Wahl zeigten ein allmähliches Absinken von Labor in der Wählergunst seit der letzten Wahl im Jahr 2007. Parallel dazu stiegen die Umfragewerte der oppositionellen Koalitionsparteien an. Die Grünen verharrten in den Umfragen um 10 %.

## Wahlkampf

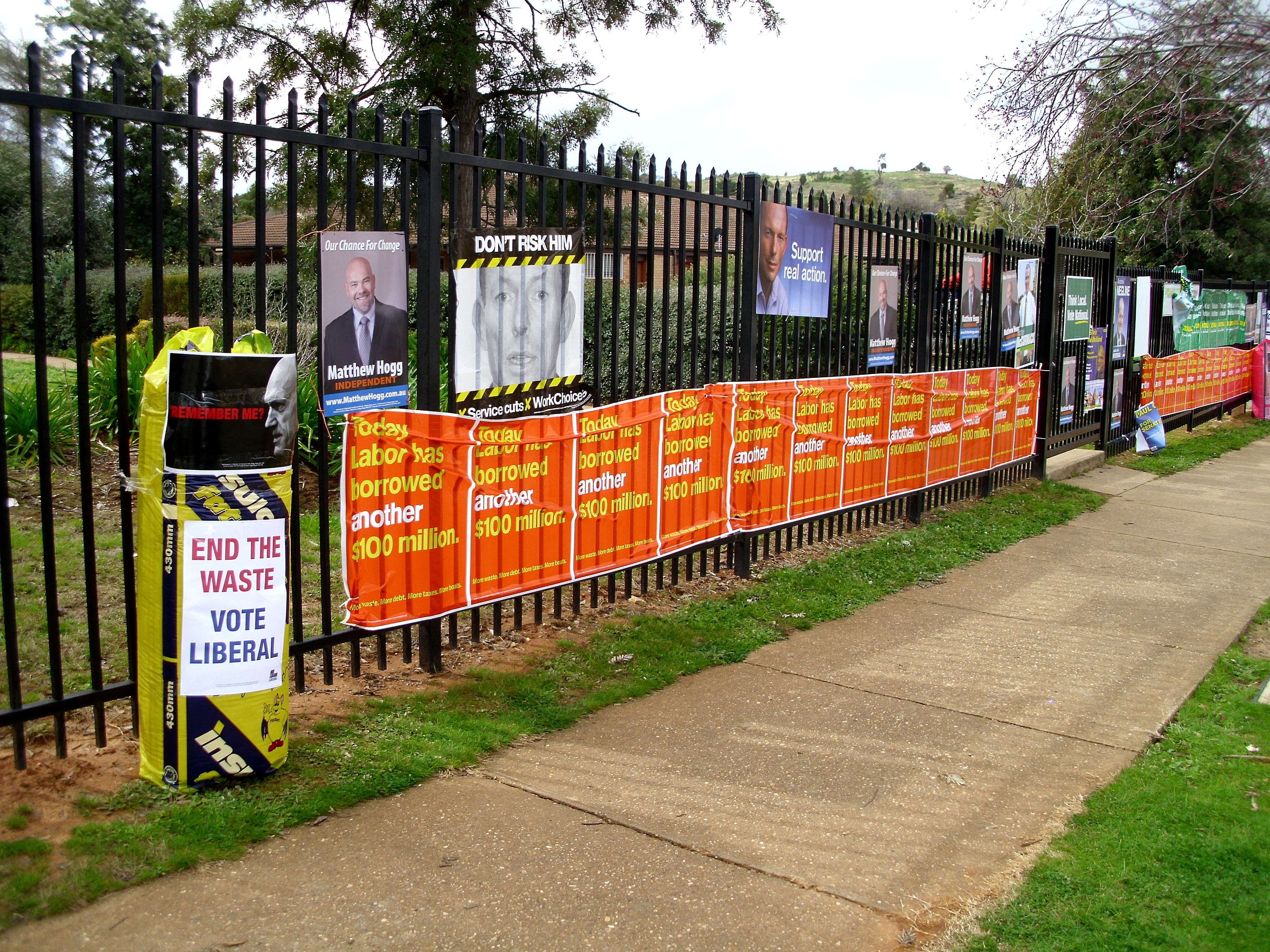
Wahlplakate

Hauptthemen des Wahlkampfs waren die Wirtschaftslage, die Frage nach der Sicherung der Grenzen Australiens gegen illegale Einwanderung und das Problem der globalen Erwärmung. In ihrer Wahlkampferöffnung sprach die Premierministerin Gillard vom „Fortschritt Australiens“ („moving forward“) unter ihrer Regierung und nannte als Ziele eine stärkere Wirtschaft, ausgeglichene Haushalte und ein weltweit vorbildliches Gesundheits- und Bildungssystem. Oppositionsführer Abbott kritisierte die Ansprache als inhaltsarm, machte sich über Gillards ständig wiederholtes moving-forward-Mantra lustig und warf Labor vor, die bei der letzten Wahl abgegebenen Versprechen nicht eingehalten zu haben. Er erwarte im Wahlkampf eine Schmutzkampagne („a filthy campaign“) von Seiten Labors. Der Grünen-Parteiführer Senator Bob Brown warf beiden Parteien vor, sich nur in gegenseitigen Beschimpfungen zu ergehen und wichtige Probleme wie eine mögliche CO2-Steuer (Carbon tax) unerwähnt zu lassen. Ein Thema am Rande war auch die religiöse Einstellung der beiden führenden Kandidaten. Gillard ist erklärte Atheistin, hat aber nach eigenem Bekunden Respekt vor der Kirche und vor religiösen Überzeugungen. Abbott ist bekennender Katholik, was einige Kirchenführer, so den Erzbischof von Perth, Barry Hickey, zu Äußerungen veranlasste, bekennende Christen könnten durch den Atheismus der Premierministerin dazu verleitet sein, nicht Labor zu wählen. Die Premierministerin suchte vor der Wahl vermehrt das Gespräch mit kirchlichen Gruppen.

## Besonderheiten des Wahlrechts
Wahlberechtigt waren 14.088.260 Australier. In Australien besteht Wahlpflicht. Die insgesamt 150 Abgeordneten des Repräsentantenhauses (House of Representatives) wurden in ebenso vielen Einzelwahlkreisen nach einem Rangfolgewahlrecht (Instant-Runoff-Voting) gewählt. Ein durchschnittlicher Wahlkreis hat 93.921 Wähler (Minimum: 59.879 im Wahlkreis Solomon (NT), Maximum: 124.215 im Wahlkreis Canberra). Entsprechend der ungleichen Bevölkerungsdichte sind die Wahlkreise von extrem unterschiedlicher Größe (siehe obige Karte). Der größte Wahlkreis Durack in Westaustralien ist mit 1.587.758 km2 flächenmäßig mehr als viermal so groß wie Deutschland während allein die Stadtgebiete von Melbourne und Sydney jeweils 20 Wahlkreise beinhalten. Bei der jetzigen Wahl wurden 40 der insgesamt 76 Mitglieder des australischen Senats (dem Oberhaus) neu gewählt. Die Wahl erfolgte nach einem Wahlmodus mit übertragbarer Einzelstimmgebung. Vor der Wahl waren die Wahlkreisgrenzen durch die Australian Electoral Commission aufgrund der veränderten Bevölkerungsverhältnisse zum Teil neu gezogen worden.

## Ergebnisse

### Gewonnene Wahlkreise nach Bundesstaaten
Die gewonnenen Wahlkreise verteilen sich auf die Bundesstaaten bzw. Verwaltungseinheiten New South Wales (NSW), Victoria (VIC), Queensland (QLD), Western Australia (WA), South Australia (SA), Tasmanien (TAS), Australian Capital Territory (ACT) und Northern Territory (NT) wie folgt:
|  | Partei                                     | NSW | VIC | QLD | WA | SA | TAS | ACT | NT | Gesamt (2010) | Gesamt (2007) |
|  | ------------------------------------------ | --- | --- | --- | -- | -- | --- | --- | -- | ------------- | ------------- |
|  | Australian Labor Party (ALP)               | 26  | 22  | 8   | 3  | 6  | 4   | 2   | 1  | 72            | 83            |
|  | Liberal Party of Australia (LPA)           | 16  | 12  | 0   | 11 | 5  | 0   | 0   | 0  | 44            | 55            |
|  | Liberal National Party of Queensland (LNP) | 0   | 0   | 21  | 0  | 0  | 0   | 0   | 0  | 21            | 0             |
|  | National Party of Australia (NPA)          | 4   | 2   | 0   | 1  | 0  | 0   | 0   | 0  | 7             | 10            |
|  | Australian Greens                          | 0   | 1   | 0   | 0  | 0  | 0   | 0   | 0  | 1             | 0             |
|  | Unabhängige                                | 2   | 0   | 1   | 0  | 0  | 1   | 0   | 0  | 4             | 2             |
|  | Country Liberal Party (CLP)                | 0   | 0   | 0   | 0  | 0  | 0   | 0   | 1  | 1             | 0             |
|  | gesamt                                     | 48  | 37  | 30  | 15 | 11 | 5   | 2   | 2  | 150           | 150           |

### Repräsentantenhaus

Zusammensetzung des australischen Repräsentantenhauses nach der Wahl 2010:
Regierungsparteien (72)
(72)
Oppositions-Koalition (72)
(44)
(21)
(6)
(1)
Andere (6)
(4)
(1)
(1)

| Partei                              | Partei                                     | Stimmen    | Stimmen | Stimmen | Sitze  | Sitze |
| Partei                              | Partei                                     | Anzahl     | %       | +/−     | Anzahl | +/−   |
| ----------------------------------- | ------------------------------------------ | ---------- | ------- | ------- | ------ | ----- |
|                                     | Australian Labor Party (ALP)               | 4.711.363  | 37,99   | −5,40   | 72     | −11   |
|                                     | Liberal Party of Australia (LPA)           | 3.777.383  | 30,46   | −5,82   | 44     | −11   |
|                                     | Australian Greens                          | 1.458.998  | 11,76   | +3,97   | 1      | +1    |
|                                     | Liberal National Party of Queensland (LNP) | 1.130.525  | 9,12    | +9,12   | 21     | +21   |
|                                     | National Party of Australia (NPA)          | 462.387    | 3,73    | −1,76   | 7      | −3    |
|                                     | Family First Party (FFP)                   | 279.330    | 2,25    | +0,26   | —      | —     |
|                                     | Christian Democratic Party (CDP)           | 83.009     | 0,67    | −0,17   | —      | —     |
|                                     | Country Liberal Party (CLP)                | 38.335     | 0,31    | −0,01   | 1      | +1    |
|                                     | One Nation                                 | 27.184     | 0,22    | −0,04   | —      | —     |
|                                     | Liberal Democratic Party (LDP)             | 24.262     | 0,20    | +0,06   | —      | —     |
|                                     | Australian Democrats (AD)                  | 22.376     | 0,18    | −0,54   | —      | —     |
|                                     | andere Parteien                            | 74.715     | 0,59    | —       | —      | —     |
|                                     | unabhängige Kandidaten                     | 312.496    | 2,52    | +0,30   | 4      | +2    |
|                                     |                                            |            |         |         |        |       |
| Two-Party-preferred vote            |                                            |            |         |         |        |       |
|                                     | Australian Labor Party                     | 6.216.445  | 50.12   | −2,58   | 72     | −11   |
|                                     | Liberal/National Coalition                 | 6.185.918  | 49.88   | +2,58   | 72     | +11   |
|                                     |                                            |            |         |         |        |       |
| gesamt                              | gesamt                                     | 12.402.363 | 100,00  |         | 150    |       |
|                                     |                                            |            |         |         |        |       |
| gültige Stimmen                     | gültige Stimmen                            | 12.402.363 | 94,45   |         |        |       |
| ungültige Stimmen                   | ungültige Stimmen                          | 729.304    | 5,55    |         |        |       |
| Wahlbeteiligung (Wahlpflicht)       | Wahlbeteiligung (Wahlpflicht)              | 13.131.667 | 93,22   |         |        |       |
| Wahlberechtigte                     | Wahlberechtigte                            | 14.086.869 | 100,0   |         |        |       |
|                                     |                                            |            |         |         |        |       |
| Quelle: australische Wahlkommission |                                            |            |         |         |        |       |

### Senat
Neu gewählt wurden 40 der Sitze der Bundesstaaten (6 je Staat, insgesamt 36) sowie Sitze der Territorien (2 je Territorium). Die Verteilung dieser neu gewählten Sitze ist in der Spalte „gewonnene Sitze“ angegeben. Die Spalte „Sitze insgesamt“ zeigt die Zahl der Mandate unter Einbeziehung der 36 Sitze, die nicht zur Wahl standen.
Es handelt sich um getrennte Wahlen für jeden einzelnen Bundesstaat bzw. jedes Territorium. Die nachfolgende Tabelle zeigt die zusammengefassten Ergebnisse. Wegen der getrennten Wahlen ist die Stimmenverteilung allerdings nicht unmittelbar in die Sitzverteilung umzurechnen.

Zusammensetzung des Australischen Senats nach den Wahlen 2010:
Regierung (31)
(31)
Oppositions-Koalition (34)
(24)
(6)
(3)
(1)
Andere (11)
(9)
(1)
(1)

| Partei                              | Partei                                    | Stimmen    | Stimmen | Stimmen | Sitze    | Sitze  | Sitze |
| Partei                              | Partei                                    | Anzahl     | %       | +/−     | Gewonnen | Gesamt | +/−   |
| ----------------------------------- | ----------------------------------------- | ---------- | ------- | ------- | -------- | ------ | ----- |
|                                     | Liberale/Nationale Partei/CLP (Koalition) | 4.871.871  | 38,3    | −1,6    | 18       | 34     | −3    |
|                                     | Australian Labor Party (ALP)              | 4.469.734  | 35,1    | −5,2    | 15       | 31     | −1    |
|                                     | Australian Greens                         | 1.667.315  | 13,1    | +4,1    | 6        | 9      | +4    |
|                                     | Family First Party (FFP)                  | 267.493    | 2,1     | +0,5    | —        | —      | −1    |
|                                     | Democratic Labor Party (DLP)              | 134.987    | 1,1     | +0,1    | 1        | 1      | +1    |
|                                     | Unabhängige                               | 55.786     | 0,4     | −0,9    | —        | 1      | —     |
|                                     | Sonstige                                  | 1.255.047  | 9,9     | +2,9    | —        | —      | —     |
|                                     |                                           |            |         |         |          |        |       |
| gesamt                              | gesamt                                    | 12.722.233 | 100,00  |         | 40       | 76     |       |
|                                     |                                           |            |         |         |          |        |       |
| gültige Stimmen                     | gültige Stimmen                           | 12.722.233 | 96,25   |         |          |        |       |
| ungültige Stimmen                   | ungültige Stimmen                         | 495.160    | 3,75    |         |          |        |       |
| Wahlbeteiligung (Wahlpflicht)       | Wahlbeteiligung (Wahlpflicht)             | 13.217.393 | 93,83   |         |          |        |       |
| Wahlberechtigte                     | Wahlberechtigte                           | 14.086.869 | 100,0   |         |          |        |       |
|                                     |                                           |            |         |         |          |        |       |
| Quelle: australische Wahlkommission |                                           |            |         |         |          |        |       |

## Nach der Wahl
Sowohl Labor als auch die nationalliberale Koalition hatten mit jeweils 72 Mandaten die absolute Mehrheit im Unterhaus verfehlt, für die mindestens 76 Sitze erforderlich sind. Entscheidend wurde damit das Wahlverhalten der sechs sogenannten cross-benchers, also Abgeordneten, die keiner der beiden großen Parteien angehören. Darunter befanden sich vier Unabhängige, ein Mitglied der National Party of Western Australia (der im Nationalen-Parteiraum sitzt, aber nicht im Koalitions-Parteiraum) und ein Mitglied der Grünen. Der grüne Abgeordnete Adam Bandt und insgesamt drei der Unabhängigen (der frühere Grüne Andrew Wilkie sowie die beiden früheren Nationalliberalen Rob Oakeshott und Tony Windsor) erklärten, eine Minderheitsregierung von Labor unter bestimmten Voraussetzungen unterstützen zu wollen. Zwei Unabhängige, Bob Katter und das Mitglied der National Party of Western Australia Tony Crook, erklärten ihre Unterstützung für die Koalition. Damit hatte Premierministerin Julia Gillard im Unterhaus eine Stimme Mehrheit für ihre Regierung und genau die notwendige Mindestanzahl für eine absolute Mehrheit (76:74 Abgeordnete). Die 150. Stimme war die des Parlamentspräsidenten, der das Wahlrecht nur im Fall einer unentschiedenen Wahl hat. Die Liberale Partei hielt sich nicht an die Vereinbarung mit der Labor Party, nach der der Parlamentspräsident im Allgemeinen kein Wahlrecht hat. Ohne Wahlrecht des Parlamentspräsidenten hätten die Mehrheitsverhältnisse bei 76:73 für die Labor-Regierung gelegen.